# Traktat nicejski
Traktat nicejski (oficjalnie: Traktat z Nicei zmieniający Traktat o Unii Europejskiej, Traktat ustanawiający Wspólnotę Europejską oraz niektóre związane z nimi akty prawne), TN – umowa międzynarodowa parafowana w grudniu 2000 r., podpisana 26 lutego 2001 w Nicei, która weszła w życie 1 lutego 2003.
Traktat nicejski miał w zamyśle przede wszystkim zreformować Unię Europejską, by mogła sprawnie działać po przyjęciu 10 nowych krajów z Europy Środkowej i Południowej. Z tego względu w pracach nad jego treścią aktywnie uczestniczyły delegacje rządowe krajów kandydujących, choć formalnie podpisało go wyłącznie 15 państw członkowskich.
Wejście w życie traktatu nicejskiego przez pewien czas stało pod znakiem zapytania, ponieważ w referendum przeprowadzonym 7 czerwca 2001 w Irlandii większość (54%) głosujących opowiedziała się przeciwko jego ratyfikacji. Referendum zostało jednak powtórzone 19 października 2002 i wówczas większość była za ratyfikacją.

## Najważniejsze postanowienia
Komisja Europejska miała składać się z liczby komisarzy równej liczbie krajów członkowskich (1 kraj – 1 komisarz). Dopiero, gdy Unia będzie się składała z co najmniej 27 członków, liczba komisarzy będzie mniejsza od liczby członków, komisarze zaś będą wybierani według opartego na zasadzie równości systemu rotacji.
Wzmocnienie pozycji przewodniczącego Komisji Europejskiej – może on określać podział kompetencji pomiędzy komisarzy, mianować wiceprzewodniczących, a cała Komisja działa pod jego politycznym kierownictwem.
Poszerzenie zakresu głosowania większością kwalifikowaną w Radzie UE o 28 kolejnych dziedzin (m.in. przy wyborze przewodniczącego Komisji).
Wprowadzenie nowych zasad głosowania większością kwalifikowaną w Radzie. Poszczególnym krajom przydzielono głosy ważone nieco bardziej proporcjonalnie do ich wielkości, jednak nadal np. Niemcy (82 mln mieszkańców) miały mieć tyle samo głosów (29), co liczące po ok. 60 mln mieszkańców Francja, Wielka Brytania i Włochy.
| Kraj            | Głosy | Ludność (mln) |
| --------------- | ----- | ------------- |
| Niemcy          | 29    | 82,0          |
| Wielka Brytania | 29    | 59,4          |
| Francja         | 29    | 59,1          |
| Włochy          | 29    | 57,7          |
| Hiszpania       | 27    | 39,4          |
| Polska          | 27    | 38,6          |
| Rumunia         | 14    | 22,2          |
| Holandia        | 13    | 15,8          |
| Grecja          | 12    | 10,6          |
| Czechy          | 12    | 10,3          |
| Belgia          | 12    | 10,2          |
| Węgry           | 12    | 10,0          |
| Portugalia      | 12    | 9,9           |
| Szwecja         | 10    | 8,9           |
| Austria         | 10    | 8,1           |
| Bułgaria        | 10    | 7,6           |
| Słowacja        | 7     | 5,4           |
| Dania           | 7     | 5,3           |
| Finlandia       | 7     | 5,2           |
| Litwa           | 7     | 3,7           |
| Irlandia        | 7     | 3,7           |
| Łotwa           | 4     | 2,4           |
| Słowenia        | 4     | 2,0           |
| Estonia         | 4     | 1,4           |
| Cypr            | 4     | 0,8           |
| Luksemburg      | 4     | 0,4           |
| Malta           | 3     | 0,4           |

Wstępnie przydzielono też głosy dla krajów kandydackich. Polska uzyskała 27 głosów, czyli tyle samo co Hiszpania i niewiele mniej od największych krajów. Postanowienia te miały tylko status deklaracji, zostały jednak potwierdzone przez traktat ateński. Wniosek poddawany pod głosowanie Rady Ministrów w myśl traktatu uznawano za przyjęty, jeżeli oddano za nim 74,8% głosów; 51,9% państw członkowskich (jeżeli autorem wniosku była Komisja Europejska) lub 66,6%, jeżeli wniosek pochodził od jednego z państw. Dodatkowo państwa popierające wniosek musiały reprezentować co najmniej 62% całej ludności Unii.
Nowe rozdzielenie miejsc w Parlamencie Europejskim pomiędzy państwa członkowskie. Po rozszerzeniu PE składa się z 732 posłów. Ta liczba miała nie być zwiększana po przyszłych rozszerzeniach. Polsce przyznano 50 mandatów, przewidziano też miejsca dla Rumunii i Bułgarii, ale w związku z nieprzystąpieniem tych państw w ramach rozszerzenia z 2004 r. ich miejsca zostały czasowo przejęte przez inne kraje, Polska uzyskała w ten sposób 4 dodatkowe miejsca (obecnie Polska posiada 52 posłów w PE). Gdy 1 stycznia 2007 Bułgaria i Rumunia dołączyły do UE, aż do wyborów w 2009 r. Parlament Europejski tymczasowo liczył 785 posłów.
Reforma organów sądowniczych – utworzenie trójinstancyjnego systemu sądownictwa. Sąd Pierwszej Instancji nabrał charakteru samodzielnego organu wspólnotowego, zaś w ramach SPI mogą zostać utworzone izby sądowe orzekające w określonych sprawach w I instancji. Od rozstrzygnięć izb sądowych służy środek odwoławczy do SPI.
Usunięcie przepisu o tym, że Unia Zachodnioeuropejska stanowi integralną część rozwojową UE i służy wykonywaniu decyzji UE dotyczących działań wojskowych.
Wysoki przedstawiciel do spraw zagranicznych i polityki bezpieczeństwa uzyskał kompetencje w ramach wzmocnionej współpracy w zakresie WPZiB, które polegają na zapewnianiu pełnego poinformowania Parlamentu Europejskiego i państw członkowskich o realizacji wzmocnionej współpracy.
Zmiana sposobu wyznaczania specjalnego przedstawiciela, który odtąd jest wybierany kwalifikowaną większością głosów.
Dodanie możliwości podejmowania decyzji kwalifikowaną większością głosów przy zawieraniu porozumień międzynarodowych, gdy dotyczy to realizacji wspólnego działania lub stanowiska.
Nadanie Radzie możliwości upoważniania Komitetu Politycznego i Polityki Bezpieczeństwa do decydowania w sprawach kontroli politycznej i kierownictwa w zmierzających do zwalczania kryzysu operacjach ustalonych przez Radę.